# Pygmarrhopalites
Pygmarrhopalites é um género de colêmbolos pertencentes à família Arrhopalitidae.
As espécies deste género podem ser encontradas na Europa e na América do Norte.

## Espécies
Espécies (lista incompleta):
- Pygmarrhopalites aggtelekiensis (Stach, 1930)
- Pygmarrhopalites alticolus (Yosii, 1970)
- Pygmarrhopalites altus (Christiansen, 1966)